# Solpugeira fuscorufa
Solpugeira fuscorufa är en spindeldjursart som först beskrevs av Schenkel 1932.  Solpugeira fuscorufa ingår i släktet Solpugeira och familjen Solpugidae. Inga underarter finns listade i Catalogue of Life.